# ブライアン・サンドバル
ブライアン・エドワード・サンドバル（英語: Brian Edward Sandoval、1963年8月5日 - ）は、アメリカ合衆国の元裁判官の政治家。第29代ネバダ州知事を務めた。ヒスパニック系アメリカ人である。

## 経歴
1963年8月5日にカリフォルニア州レディングにて誕生する。両親はメキシコ系アメリカ人だった。1986年にネバダ大学リノ校で英語と経済学の学士号を取得し、1989年にはオハイオ州立大学モーリツカレッジで法学の学位を取得した。1994年にネバダ州共和党下院議員のジム・ギボンズがネバダ州知事選挙に立候補する為に議員を引退した。彼は空いたギボンズの席を得るためネバダ州議会のリノでの第25選挙区に出馬し当選し、1996年にも再選し、1998年に退職するまでネバダ州議会を務めた。ネバダ州議会を退職した後の35歳の時にネバダ州ゲーミング委員会の会員に任命され、委員長を務めた。1999年には彼はネバダ州リノに移り住み、法律事務所を開いている。
2002年11月5日にネバダ州司法長官に選出され、当選した彼は2003年1月6日にネバダ州でのヒスパニック系初の司法長官に就任した。そして2005年にジョージ・W・ブッシュ大統領によりネバダ州での地方裁判所の裁判官に任命され2009年まで務めた。
2010年にはネバダ州知事選挙に出馬し、共和党の現職知事ジム・ギボンズを破り共和党指名を勝ち取った。民主党の上院議員ハリー・リードの息子である民主党候補のロリー・リードにも勝ち、ネバダ州知事に当選を果たした。
2012年アメリカ合衆国大統領選挙ではリック・ペリーやリック・サントラムを支持していたが、ミット・ロムニーが共和党の指名を勝ち取った為、ロムニーを支持した。

## 医療保険制度改革
バラク・オバマ大統領の医療保険制度改革には反対しているが、2012年6月28日に最高裁判所が医療保険制度改革は合憲と判決した為、彼は嫌々だったが、仕方無く医療保険制度改革を受け入れた。それは医療保険制度改革を最初に受け入れ表明した共和党の州知事だった。

## その他
2012年8月にはサンフランシスコ・クロニクルがまとめた20のラテンの政治新星のリストの1人として選ばれている。またニューヨーク・タイムズによる共和党知事の分析で彼は最も保守的な共和党知事とされた。2019年1月7日に退任した。